# Guceviće
Guceviće (cirill betűkkel Гуцевиће) település Szerbiában, a Raškai körzet Tutini községében.

## Népesség
- 1948-ban 143 lakosa volt.
- 1953-ban 161 lakosa volt.
- 1961-ben 171 lakosa volt.
- 1971-ben 64 lakosa volt.
- 1981-ben 59 lakosa volt.
- 1991-ben 62 lakosa volt.
- 2002-ben 67 lakosa volt, akik mindannyian bosnyákok.